# Schöner (cráter)
Schöner es un cráter de impacto de grandes proporciones del planeta Marte situado al sur del cráter Flammarion, al oeste de Antoniadi, al noreste de Tikhonravov y al sureste de Cassini, a  20.1° norte y 50.5º este. El impacto causó un boquete de 195 kilómetros de diámetro. El nombre fue aprobado en 1976 por la Unión Astronómica Internacional, en honor al astrónomo, matemático, geógrafo y cartógrafo alemán Johannes Schöner (1477-1547).